# Paralephana syntripta
Paralephana syntripta là một loài bướm đêm trong họ Noctuidae.